# Oberdischingen
Oberdischingen je obec v zemském okrese Alba-Dunaj v německé spolkové zemi Bádensko-Württembersko. Obec má přibližně 2 300 obyvatel a rozlohu 8,84 km².

## Historie

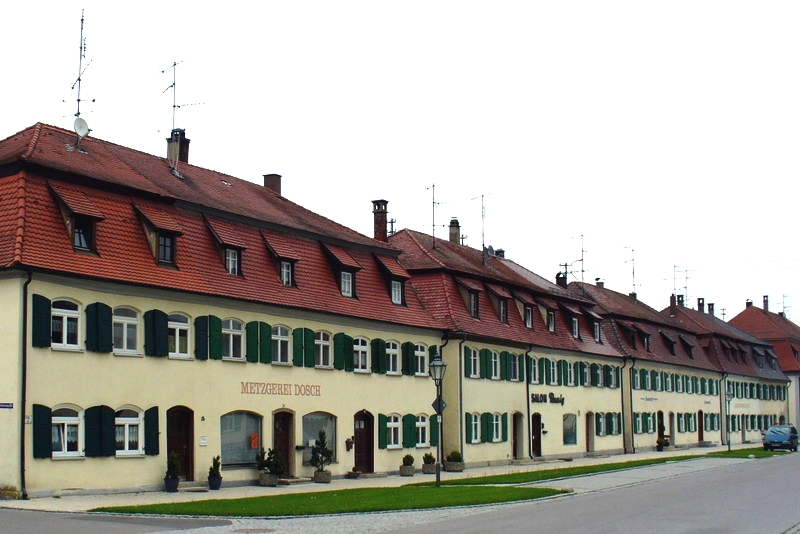
Ulice v obci Oberdischingen v roce 2004

První písemná zmínka o obci Oberdischingen je z roku 1148.

## Geografie a poloha
Obec Oberdischingen leží na řece Dunaj, mezi městy Ehingen (9 km) a Ulm (18 km).
Oberdischingen sousedí na severu s Niederhofenom, což je část obce Allmendingen, na východě a jihu s městem Erbach a na západě s obcí Öpfingen.

## Kultura a památky

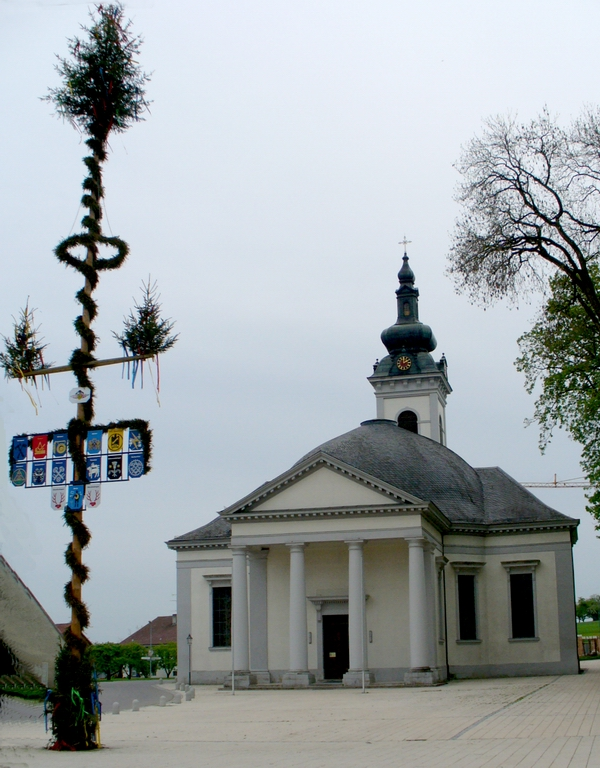
Kostel „Zum heiligsten Namen Jesu" v obci Oberdischingen

### Stavby
- Katolický kostel (Katholische Pfarrkirche) „Zum heiligsten Namen Jesu" – z roku 1804, nazývaný švábský Pantheon
- Kostel (Wallfahrtskirche) Dreifaltigkeitskapelle – z roku 1712
- V chrámu Panny Marie je ještě dnes zvon z roku 1510